# Tauraco hartlaubi
El turaco de Hartlaub (Tauraco hartlaubi) es una especie de ave Musophagiformes la familia Musophagidae que vive en los bosques montanos de África oriental.

## Taxonomía
Fue descrito por Fischer & Reichenow en 1884. Recibe su nombre en honor del zoólogo alemán Gustav Hartlaub. No se reconocen subespecies.

## Descripción
Mide alrededor de 43 cm y pesa entre 195 y 275 g. Se trata de un ave que presenta una cresta redondeada sobre la cabeza de un brillante azul negruzco. Su cara es también de este color y destaca por un anillo rojo que enmarca el ojo. Tiene una gran mancha blanca junto al ojo y una línea también blanca debajo de este. Presenta un pico curvado de color naranja oscuro. El cuerpo y el cuello son de color verde y la parte inferior del cuerpo, las alas y la cola son de color azul-violáceo metalizado. Las plumas de la parte interna de las alas son de un color rojo brillante. No presenta dimorfismo sexual.

## Distribución y hábitat
Vive en bosques tropicales montanos entre los 1.500 y los 3.200 m s. n. m. en una amplia zona de Kenia que se extiende hasta el norte de Tanzania y una pequeña zona separada en el norte de Uganda.

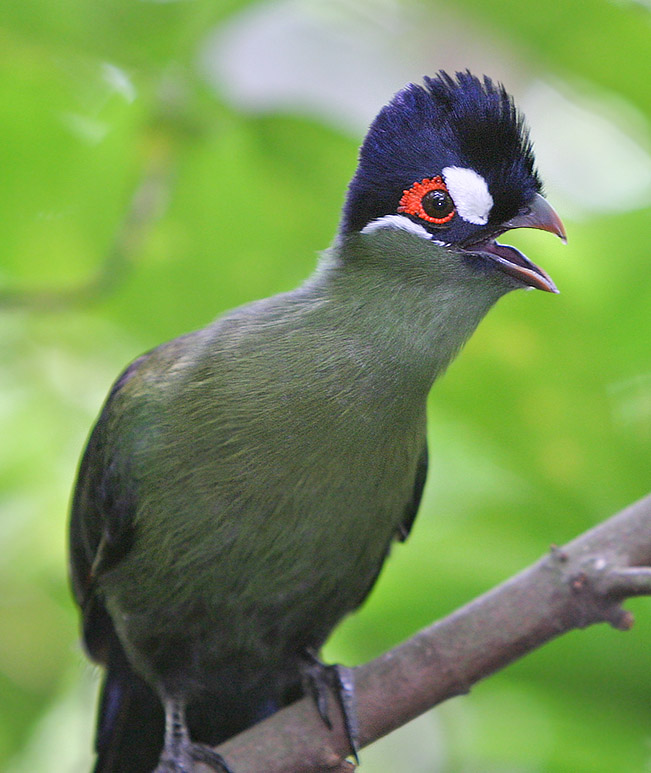

## Comportamiento
El turaco de Hartlaub es un ave territorial que vive en parejas y en grupos pequeños. Merodea las copas de los árboles donde pasa la mayor parte del tiempo pues allí encuentra el alimento. Solamente baja al suelo para beber y darse baños. Pasa el día alimentándose parando solo para pequeños descansos, socializar y tomar baños de sol. 
Su alimentación consiste básicamente en fruta y bayas, aunque también puede comer hojas, flores y brotes. Recurrirá a insectos durante la época de cría cuando necesita más alimento.
La época de cría discurre entre abril y diciembre aunque se produce con más frecuencia al comienzo de la estación de lluvias. Los turacos de Hartlaub son monógamos y construyen sus nidos con ramitas en la parte altas de los árboles y arbustos escondidos entre el denso follaje. La hembra pondrá dos huevos, que incubaran tanto el padre como la madre durante un periodo de dieciséis a dieciocho días (siendo el periodo de incubación más corto en la subfamilia Musophaginae). Cuando nazcan las crías serán alimentadas y cuidadas por sus progenitores. Pasarán las siguientes dos o tres semanas explorando los alrededores del nido, siendo incapaces de volar aún. Con cuatro o cinco semanas ya son capaces de volar y abandonarán el nido aunque aun necesiten cuidado de sus padres.

## Conservación
Esta especie está catalogada como preocupación menor por la Unión Internacional para la Conservación de la Naturaleza. Esto se debe a que su área de distribución es bastante amplia para el número de ejemplares que se estima que existen en libertad. De todos modos, se sabe que la población está decreciendo en los últimos años por lo que se deberán tomar medidas para su protección. Se encuentra amenazada por la destrucción de su hábitat y el comercio ilegal de especies.